# Aladdin Records
Aladdin Records was een Amerikaans platenlabel, dat rhythm-and-blues-, vroege rock-'n-roll- en jazzplaten uitbracht. 

## Geschiedenis
Aladdin Records werd in 1945 opgericht door de gebroeders Eddie, Leo en Ira Mesner en heette aanvankelijk Philo Records. In 1946 veranderde de naam. In de jaren erna kwam Aladdin met allerlei sublabels: Score (1948), Intro (1950), 7-11 (1952), Ultra (1955), Jazz West (1955, voor jazzopnamen) en Lamp (1956).
De opnamen werden gemaakt op het hoofdkantoor in Hollywood en in New Orleans. De meeste artiesten die voor Aladdin muziek opnamen, waren Afro-Amerikaans, maar er kwamen ook platen uit van enkele blanke musici. 
In 1961 werd het label verkocht aan Imperial Records. Op dit moment is de muziekcatalogus in bezit van EMI.

## Artiesten
De bekendste artiesten die hebben opgenomen voor Aladdin Records zijn:
| Artiest                    | Singles |
| -------------------------- | ------- |
| Louis Jordan               |         |
| Shirley & Lee              |         |
| Clarence "Gatemouth" Brown |         |
| Lightnin' Hopkins          |         |
| Dave Bartholomew           |         |
| Wynonie Harris             |         |
| Johnny Ace                 |         |
| Nat King Cole              |         |
| Billie Holiday             |         |
| Al Hibbler                 |         |